# Edvard Beneš
Edvard Beneš (tjeckiskt uttal (fil)), född 28 maj 1884 i Kožlany, Böhmen, död 3 september 1948 i Sezimovo Ústí, Tábor, Södra Böhmen, var en tjeckoslovakisk politiker. Han var Tjeckoslovakiens president 1935–1938 och 1945–1948 samt premiärminister 1921–1922 och utrikesminister 1918–1935.

## Tidig karriär
Beneš var bondson från Prag-området. Han studerade bland annat i Prag, vid Sorbonne, École des sciences politiques och juridiska fakulteten i Dijon och blev juris doktor 1908. Han blev 1909 professor vid tjeckiska handelsakademin, 1912 docent och 1921 professor i sociologi vid universitetet i Prag. Redan tidigt intresserade han sig för den tjeckiska självständigheten, ett ämne han behandlade i sin doktorsavhandling Le problème autrichien et la question tchèque. Åren därefter utgav han även några arbeten om socialismen, bland annat Stručny nástin moderního socialismu (4 band, 1910–1911). Han anslöt sig vid denna tid till Tomáš Masaryks nationalliberala riktning, och deltog under första världskriget i illegalt arbete. Medan Masaryk arbetat från utlandet stannade Beneš kvar i Böhmen och organiserade rörelsen där. 1915 anslöt han sig till Masaryk i exil. I Paris organiserade han det tjeckiska nationalrådet, för vilket han blev sekreterare. Tillsammans med Masaryk och slovaken Milan Rastislav Štefánik lade han grunden för den tjeckoslovakiska staten redan innan dess territorium var befriat, bland annat genom att värva tjeckiska och slovakiska emigranter och krigsfångar till att kämpa på ententens sida.
Under tiden arbetade han på Ernest Denis La nation tchèque och blev 1917 tidningens redaktör. Han medverkade även i Journal des débats och andra tidningar, ofta under signaturen E. Bělský. Här utgav han även flera mindre arbeten i propagandasyfte som Bohemia's case for indepencence (1917). En stor framgång för Beneš blev erkännandet av den tjeckiska nationalkommittén som det tjeckiska folkets högsta verkställande myndighet och tjeckerna som en allierad krigförande makt 1918.
Beneš var utrikesminister från republikens upprättande den 28 oktober 1918 till dess att han 1935 valdes till president vid Masaryks avgång; han var även premiärminister mellan 1921 och 1922. Han stod som den egentliga ledaren för det demokratiska, "nationellt socialistiska" partiet, även om han liksom Masaryk helst ville stå över partipolitiken. Beneš spelade en ledande roll i Nationernas förbund och vid upprättandet av den lilla ententen mellan Tjeckoslovakien, Rumänien och Serbien. Lilla ententen var tänkt som ett skydd mot ett nyupprättande av det habsburgska riket och en ungersk revisionistpolitik. För skydd mot Tyskland ingick landet 1924 en allians med Frankrike, från 1935 sammankopplad med en fransk-rysk försvarsallians. Hans försök att genom Benešprotokollet 1924 få krig avskaffade som konfliktlösningsmetod mellan medlemsstaterna inom Nationernas förbund misslyckades dock.
Efter Hitlers maktövertagande 1933 siktade han på en Donau-federation mellan Tjeckoslovakien, Ungern och Österrike. Då han blev president behöll han den faktiska ledningen av landets utrikespolitik.

## Andra världskriget
Länge var Beneš stark motståndare mot alla eftergifter mot sudettyskarnas, företrädda genom Sudetendeutsche Partei, krav på nationellt självbestämmande. Först sedan Hitler i februari 1938 gjort sig till företrädare för dessa och Storbritannien och Frankrike börjat uttala sig för reformer till stöd för den tyska minoriteten i landet började Beneš öppna upp för vissa eftergifter mot sudettyskarna.
Strax före och efter Österrikes Anschluss våren 1938 ledde han den så kallade Borg-kretsen (efter borgen Hradčany, presidentens residens), som gick med på vissa eftergifter för sudettyskarna, men inte landavträdelser. Deras huvudmotståndare var bondepartiet, landets största, vars ledare önskade ett mera aktivt närmande mot Tyskland och Italien. I maj 1938 mobiliserade han armén, men efter Münchenavtalet den 29 september 1938 blev hans ställning ohållbar. Den 5 oktober avsade han sig presidentämbetet och gick i exil, först till London och senare till USA.
Vid krigsutbrottet i september 1939 bildade han en tjeckoslovakisk nationalkommitté, som efter Tysklands angrepp på Sovjetunionen 1941 erkändes av de allierade som en provisorisk regering (i London) med Beneš som president. Han menade att Tjeckoslovakien bara kunde bevara sin självständighet om landet bidrog till att överbrygga möjliga senare motsättningar mellan västmakterna och Sovjetunionen. I december 1943 slöt han en traktat om ömsesidig vänskap och bistånd med Sovjetunionen, bland annat eftersom han förutsåg att Tjeckoslovakien i huvudsak skulle befrias från öst. Från maj 1945 uppehöll sig exilregeringen i Košice i östra Slovakien, och den 16 maj tågade Beneš in i Prag. I oktober 1945 blev han omvald som president.

## Efter andra världskriget
Beneš tanke om Tjeckoslovakiens "brobyggarroll" lät sig inte genomföras på grund av de starka spänningarna mellan Sovjetunionen och västmakterna efter kriget. Bland annat blev landet tvunget att tacka nej till Marshallhjälp. Inrikespolitiskt försökte Beneš befästa det demokratiska styret i landet, även om han inte i så särskilt stor utsträckning ingrep i vardagspolitiken.
Beneš bidrog till de så kallade Benešdekreten, som bland annat slog fast att sudettyskarna, de tysktalande tjecker som fördrevs eller flydde i slutet av andra världskriget och åren därefter, inte hade rätt att återfå förlorad egendom eller flytta tillbaka till Tjeckoslovakien.
Han fick stora svårigheter med kommunisterna, som vid valen 1946 blev det största partiet i nationalförsamlingen och säkrade premiärministerämbetet och de viktigaste ledande ställningarna i statsadministrationen. Beneš hälsa sviktade efter kriget, och 1948 vek han sig för de kommunistiska kraven och ersatte regeringen med nya ministrar efter att de flesta icke-kommunistiska ministrarna hade avgått. Däremot vägrade han i maj att underteckna den nya "folkdemokratiska" författningen. Han avgick den 7 juni som president och drog sig tillbaka till sitt lantställe, där han dog samma år.

## Författarskap
Beneš skrev ett antal böcker, bland andra Nationernas resning (1927), Kampen för freden (1934), Tanke och handling (1937), Demokratien: dess nutid och framtid (föreläsningar från Chicago 1940) och Minnen (1947).

## Utmärkelser
- Hedersmedborgare i Prag
- Tjeckoslovakiska krigskorset 1914–1918,  1919
- Sankt Savaorden,  1920
- Hedersdoktor vid Sorbonne,  1921[5]
- Storkorsriddare av Italienska kronorden,  1921
- Rumänska kronorden,  1921
- Hedersdoktor vid Strasbourgs universitet,  22 november 1922[6]
- Hedersmedborgare i Třebíč,  11 januari 1935[7]
- Hedersmedborgare i Brno,  10 juni 1936[8]
- Hedersmedborgare i Moravské Budějovice,  15 juni 1936[9][10]
- Hedersdoktor vid Masarykuniversitetet,  1937[11]
- Hedersdoktor vid Comenius-universitetet,  21 april 1937[12]
- Hedersmedborgare i Nové Město na Moravě,  1945[13]
- Hedersmedborgare,  1945[14]
- Hedersmedborgare i Kladno,  1946
- Zborovská pamětní medaile,  1947
- T. G. Masaryks hedersmedalj[15]
- 1:a graden av Örnkorsets orden
- Riddare av första klass av Sankt Olavs orden
- Storkors av Kristi militärorden[16]
- Storkors av Leopoldorden
- Storkorset av Sankt Jakobs Svärdsorden[16]
- Storkors av Hederslegionen
- Hedersmedborgare i Liberec
- Karageorgevitjs stjärnas orden
- Vita lejonets orden

[Redigera Wikidata]